# Bisoca
Bisoca é uma comuna romena localizada no distrito de Buzău, na região de Valáquia. A comuna possui uma área de 72.68 km² e sua população era de 2870 habitantes segundo o censo de 2007.